# Bezpečný přejezd

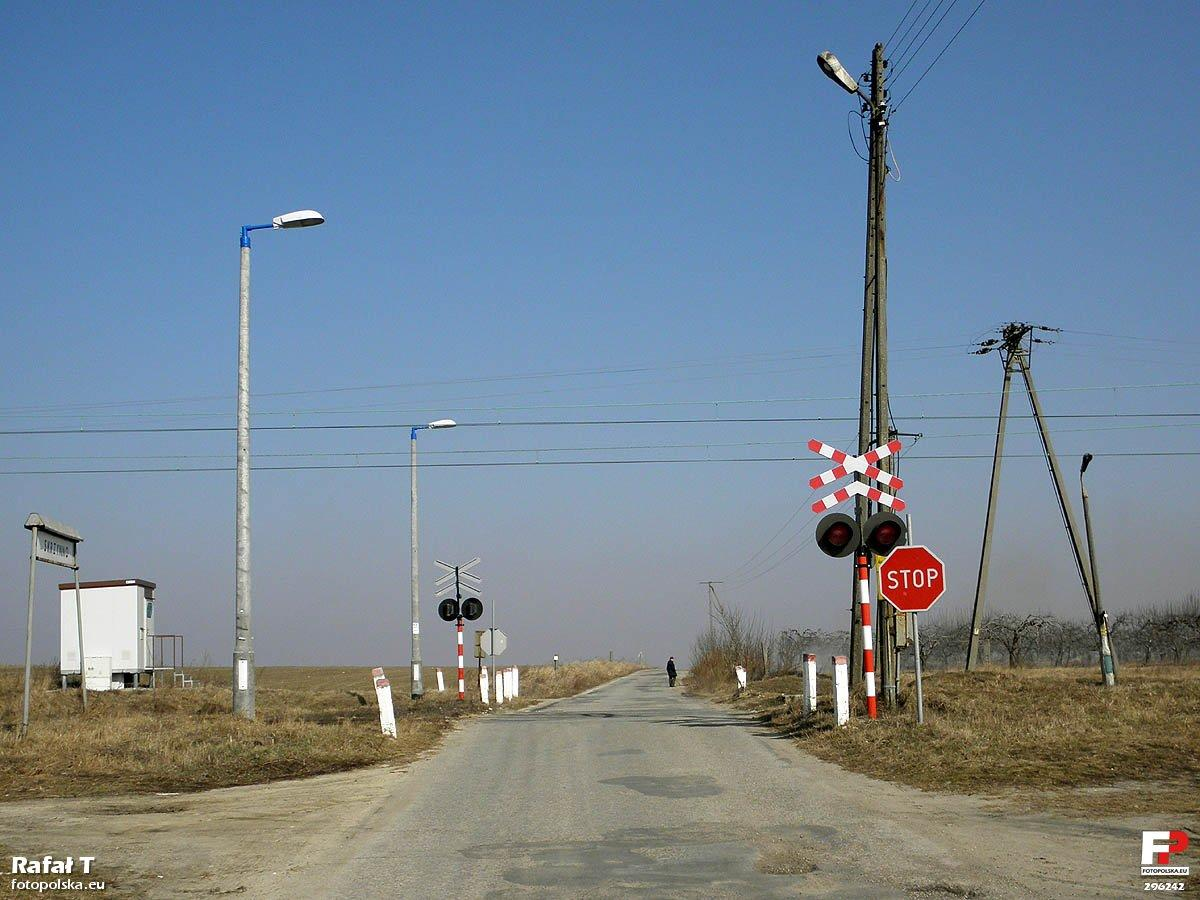
Železniční přejezd v Polsku vybavený výstražnými světly

Bezpečný přejezd (polsky Bezpieczny przejazd) je polská osvětová kampaň, která nabádá účastníky provozu na pozemních komunikacích (řidiče, chodce, cyklisty...) k celkové opatrnosti a dodržování pravidel silničního provozu na železničních přejezdech. Jedná se o jednu z největších kampaní v Polsku a svého druhu i v Evropě a jejím organizátorem je státem vlastněná akciová společnost PKP Polskie Linie Kolejowe, jež v Polsku vykonává funkci správce a provozovatele železniční infrastruktury. 
Cílem kampaně je změna přístupu veřejnosti a eliminace neopatrnosti a nevhodného chování všech účastníků silničního provozu ve vztahu k železničním přejezdům, jako je jízda na červenou, objíždění sklopených závor nebo nerespektování značky „Stůj, dej přednost v jízdě“.

## Popis projektu
Kampaň spočívá převážně v připomínání pravidel silničního provozu týkajících se železničních přejezdů, dále jsou organizovány vzdělávací akce pro předškolní děti a žáky základních a středních škol. Na podporu kampaně jsou vydávány osvětové materiály a televizní a rádiové spoty, které informují účastníky provozu o zásadách bezpečnosti na přejezdech a řešení krizových situací. Součástí projektu je i organizace zinscenovaných srážek automobilů a chodců s drážními vozidly, které mají simulovat nehody na přejezdech. V rámci kampaně byly též železniční přejezdy na území Polska vybaveny žlutými nálepkami obsahující unikátní číselný kód přejezdu a informace o tom, kam volat v případě nouze (zejména v situaci, kdy v prostorách přejezdu uvízne automobil).
První verze kampaně Bezpečný přejezd se objevila v roce 2005, kdy veškerá její aktivita byla soustřeďována na letní prázdniny. Od roku 2009 je kampaň provozována celoročně.